# 蓑輪史織
蓑輪 史織（みのわ しおり、1994年5月15日 - ）は、NHK水戸放送局キャスター。元茨城放送（現在のLuckyFM茨城放送）アナウンサー。千葉県出身。

## 人物・経歴
千葉県立佐原高等学校、成蹊大学を卒業後、3年間金融機関で業務に従事した。2020年7月、茨城放送に入社した。
朗読検定3級を取得している。
趣味はドライブ、旅行、手話の勉強である。特技は4歳から習っているクラシックバレエで、高校時代と大学時代はダンス部に所属していた。
6人組YouTuberグループ東海オンエアのファンであることを公言している。
また、大のディズニー好きで、大学時代は東京ディズニーシーでキャストのアルバイトをしていた。
鉄道にも興味があり、路線図を見るのが好きである。
2022年12月28日放送の今夜はLucky Night〜みのペンウェンズデーで結婚したことを発表した。
2023年4月からNHK水戸放送局のキャスターとして活動をしている。

## 担当番組
NHK水戸放送局
- いば6 (キャスター、2023年4月3日 - )
- おはよう日本 (土曜すてき旅、2023年4月 - )

過去の担当番組（茨城放送）
- HAPPYパンチ!（アシスタント、2021年4月1日 - 2023年3月20日）
- 今夜はLucky Night〜みのペンウェンズデー〜（2022年3月30日 - 2023年3月22日)
- J・K HIP-HOP（2021年5月23日 - 2023年3月26日）[2]

- MUSIC COUNTDOWN 10&10（2021年1月10日 - 2021年5月16日）[3][4]
- 週刊ニュースポ！（2021年4月3日 - 2022年3月27日）
- ひるまえほっと（2023年4月 - 2025年3月）